# Train-Kaserne (Magdeburg)

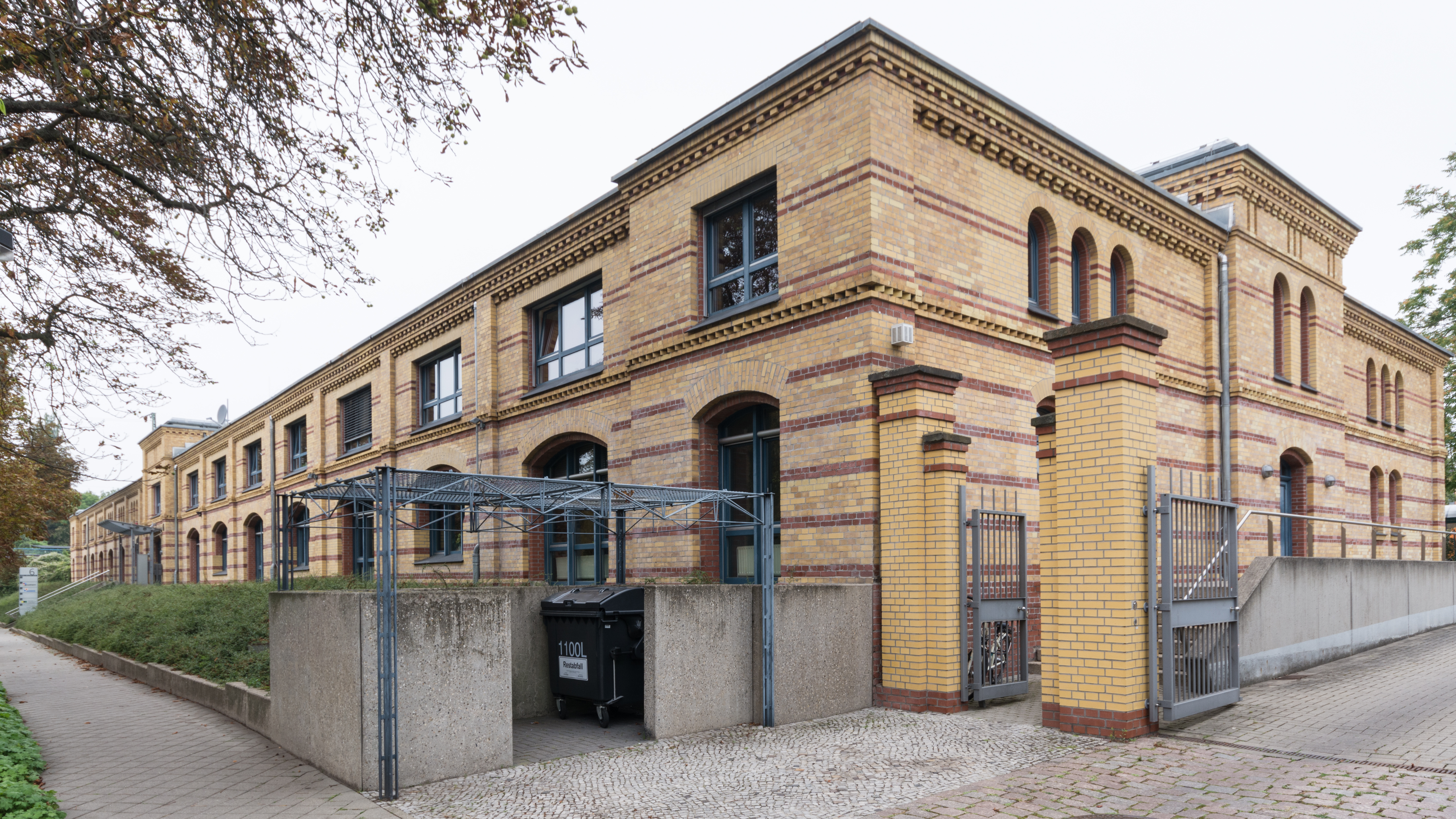
Gebäude der ehemaligen Kaserne, heute Carl-Miller-Straße 6

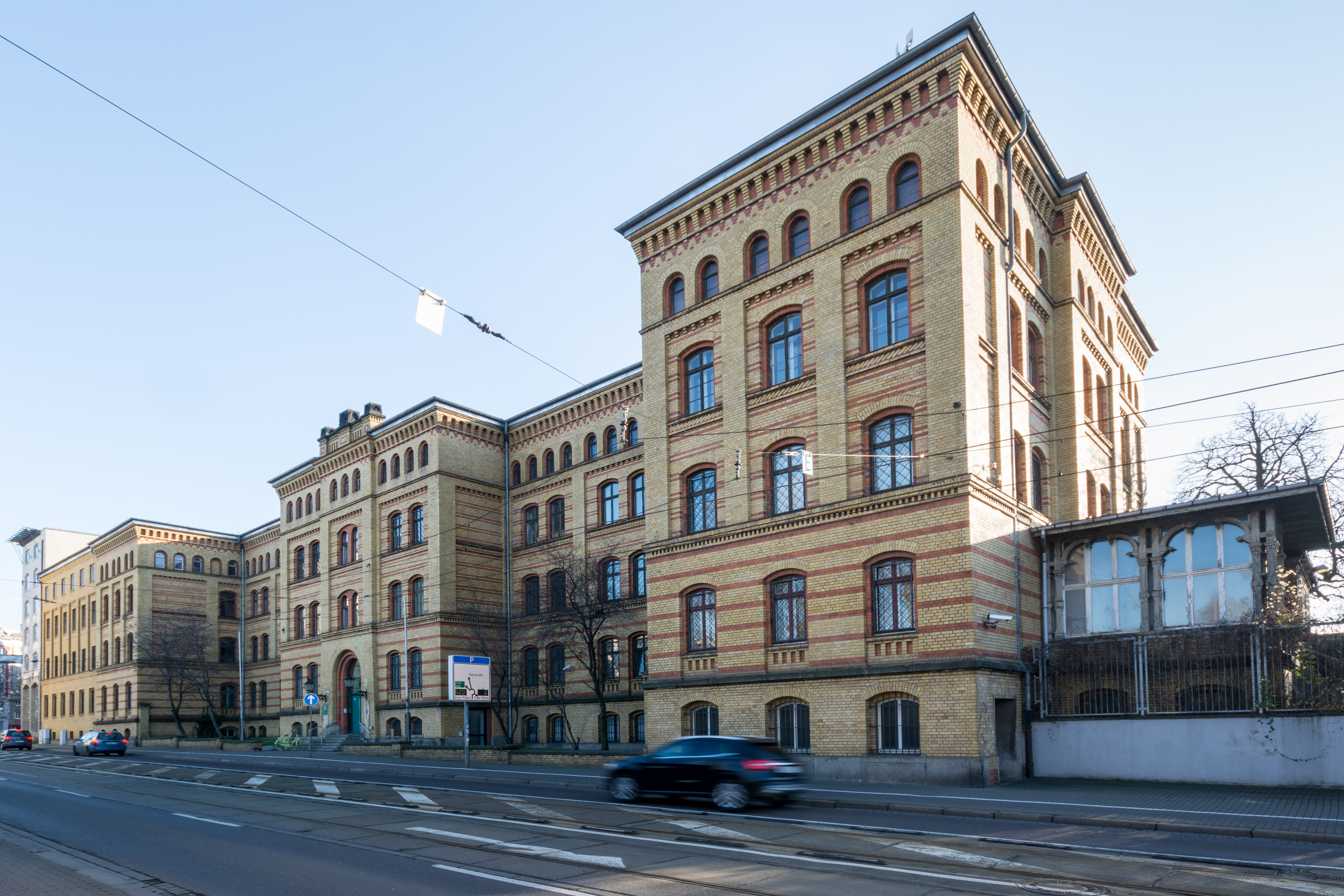
Hallische Straße 3

Bei der Trainkaserne Magdeburg handelt es sich um eine ehemalige denkmalgeschützte Kaserne im Magdeburger Stadtteil Altstadt in Sachsen-Anhalt. Im örtlichen Denkmalverzeichnis ist sie seit dem 17. März 1999 unter der Erfassungsnummer 094 70955 als Baudenkmal verzeichnet.

## Allgemeines
Die Trainkaserne umfasste die Gebäude Am Buckauer Tor 2, Carl-Miller-Straße 6, Hallische Straße 3 und Sternstraße 12 – 17. Das Gebäude Am Buckauer Tor 2 steht zusätzlich noch als Teil des Straßenzugs Am Buckauer Tor unter Denkmalschutz. In der Zusammenschau mit anderen militärischen Funktionsbauten und Kasernen wichtiges Zeugnis der Magdeburger Stadtgeschichte im Hinblick auf die Preußische Festungs- und Garnisonszeit.
Teile der ehemaligen Kaserne werden heute durch die Polizeiinspektion Magdeburg (ehemals die Polizeidirektion Sachsen-Anhalt Nord), durch das Technische Polizeiamt, durch die Bundeswehr und dem Karrierecenter der Bundeswehr Magdeburg genutzt.

## Geschichte
Die Kaserne mit Trainhof und Fußartillerie-Kaserne wurde von 1884 bis 1887 nach den Plänen des preußischen Baubeamten von Zychlinski errichtet. Sie wurde 1887 durch für das Magdeburgische Train-Bataillon Nr. 4 bezogen. Die Baukosten betrugen 560.456 Reichsmark, wovon alleine das Haupthaus (Haus 4) 227.050 kostete. Der Kasernenkomplex beinhaltete neben dem Hauptgebäude ein Unteroffiziershaus mit sechs Wohnungen für verheiratete Unteroffiziere, zwei Pferdeställe mit einem Krankenstall, eine Beschlagschmiede, einen kleinen Wagenschuppen sowie ein Abtrittgebäude. Auf dem Kasernengelände befanden sich auch zwei Reitbahnen und ein Heergeräteschuppen. Der militärische Funktionskomplex entstand am Südrand des gründerzeitlichen Stadterweiterungsgebietes. Die Kaserne wurde bis zum Ende des Ersten Weltkriegs militärisch genutzt. Ab 1920 war sie ein Depot der Post und Teile des Geländes wurden ab 1933 als Polizeikaserne genutzt. Während des Zweiten Weltkriegs entstand im Innenhof eine Bunkeranlage. Nach 1945 befand sich das Amt für Handel und Versorgung auf dem ehemaligen Kasernengelände. Die Volkspolizei der DDR nutzt ab 1949 die Kaserne. Zwischen 1949 und 1990 entstanden durch Um- und Anbauten unter anderem diverse Garagen und ein Waschplatz.

## Beschreibung
Bei den Mannschafts- und Funktionsbauten handelt es sich um flachgedeckte Ziegelrohbauten aus gelben Mauerziegeln mit rot abgesetzten Gliederungselementen. Der Stil ist an die italienische Palazzoarchitektur der Frührenaissance angelehnt.

### Haus 1 und 2
Bei den Häusern 1 und 2, heute Sternstraße 12, handelt es sich um die ehemaligen Gebäude der Fußartillerie mit ihren Mannschaftsquartieren.

### Haus 4
Das Haus 4, heute Hallische Straße 3, war das Hauptgebäude der Kaserne und das ehemalige Mannschaftswohnhaus. Das viergeschossige Gebäude ist an der Hallischen Straße in 24 Achsen gegliedert, wobei die äußeren 3 Achsen und die mittleren 6 Achsen vorgezogen sind. Das zentrale Treppenhaus befindet sich im sechsachsigen Mittelteil und zwei Nebentreppenhäuser in den dreiachsigen Teilen. Die Treppenhäuser sind massiv mit flachen Kreuzgewölbejochen und Kappendecken sowie mit zweiläufigen geraden Granittreppenläufe mit Zwischenpodesten und schmiedeeisernen Geländern. Das Gebäude ist vollständig unterkellert und hat eine Grundfläche von 1115,4 m². Das Gebäude war Unterkunft für 209 Mannschaften sowie zwei Wohnungen für Offiziere. Eine Arrestzelle befand sich ebenfalls im Gebäude.

### Haus 5

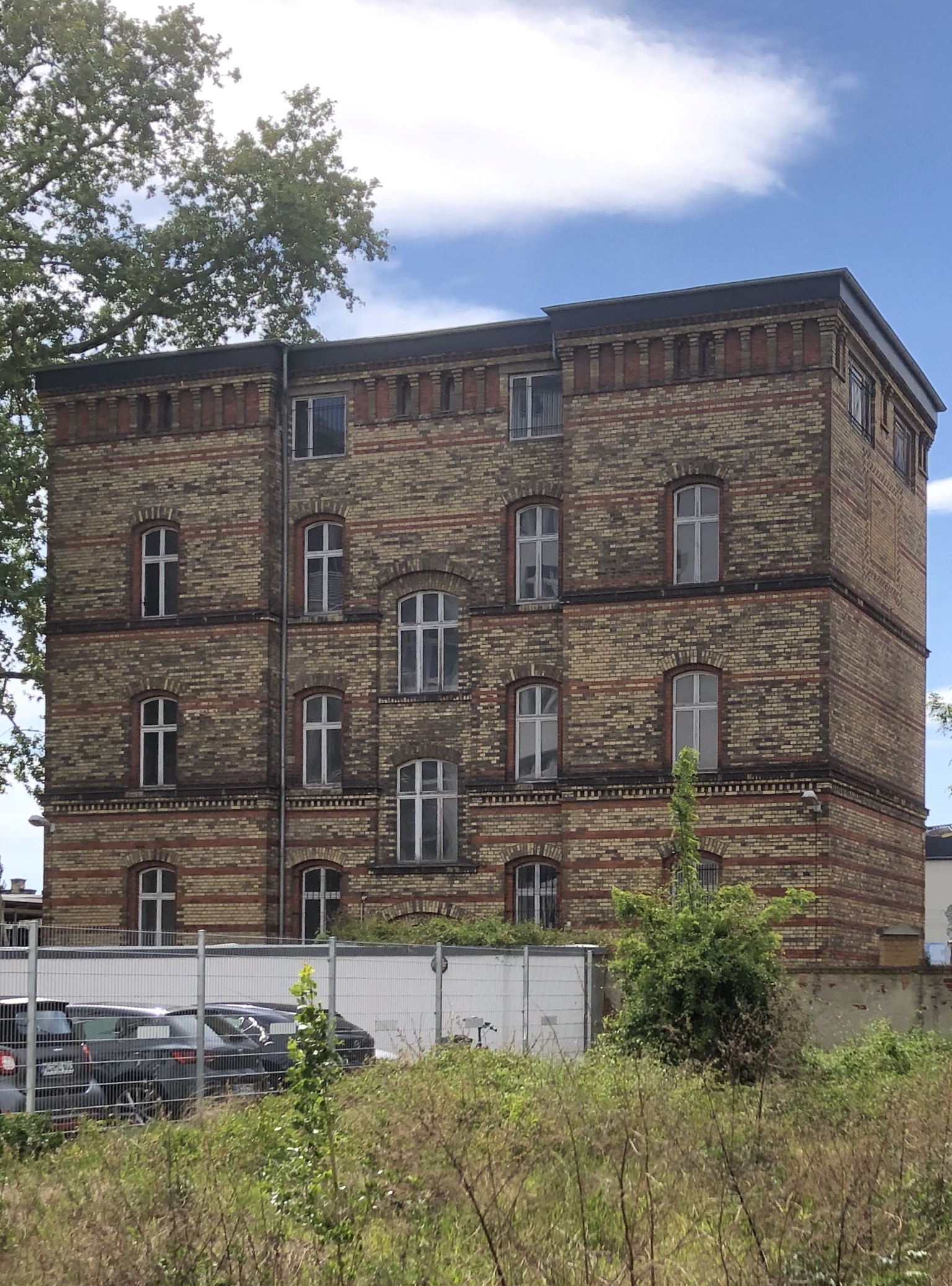
Rückseite von Haus 5, Blick von der Sternstraße, 2020

Das Haus 5 schließt sich südlich an das Haus 4 an und war das Unteroffizierswohnheim. Es ist ein dreigeschossiges Klinkergebäude, das in 7 Achsen gegliedert ist, mit zwei zweiachsigen Seitenrisaliten. Das zentral gelegene Treppenhaus ist eine zweiläufige Granittreppe. Das Haus wurde 2022 abgerissen.

### Haus 6 und 7
Bei den Häusern 6 und 7 handelt es sich um die ehemaligen Pferdeställe. Die beiden Gebäude stehen westlich und östlich des Reit- und Exerzierplatzes. Es handelt sich um eineinhalbgeschoßige Klinkergebäude.

### Krankenstall

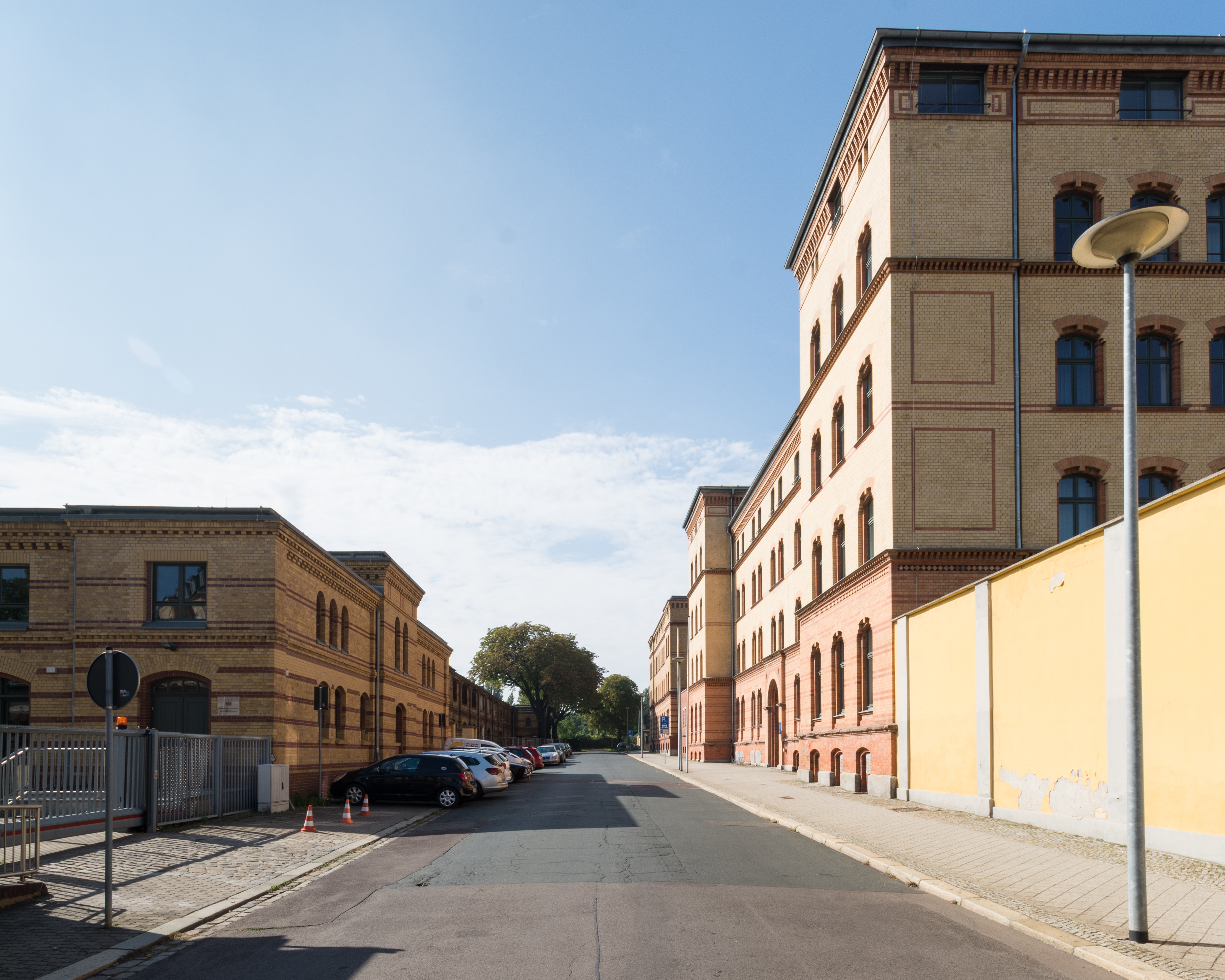
Straße Am Buckauer Tor zwischen dem ehemaligen Trainhof (links) und dem heutigen Sitz der Polizeiinspektion Magdeburg (rechts)

Der Krankenstall schloss sich in einer Flucht an dem östlichen Stallgebäude an.

### Trainhof und Traindepot
Der ehemalige Trainhof mit dem Traindepot liegt zwischen den Straßen Am Buckauer Tor und Carl-Miller-Straße und entstand um 1890. Alle Gebäude sind zweigeschossige gelbe Ziegelgebäude mit einem Flachdach.

## Lage
Die ehemalige Kaserne liegt zwischen den heutigen Straßen Hallische Straße im Norden, Carl-Miller-Straße im Süden und der Sternstraße im Osten. Im Westen befindet sich eine Gleisanlage.